# Perros en la religión

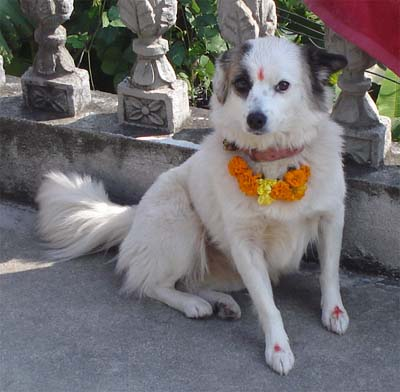
Un perro después de ser decorado en Kukur tihar

Perros (Canis lupus familiaris) son los primeros animales en ser domesticados, y ha desempeñado un papel importante en muchas tradiciones religiosas.

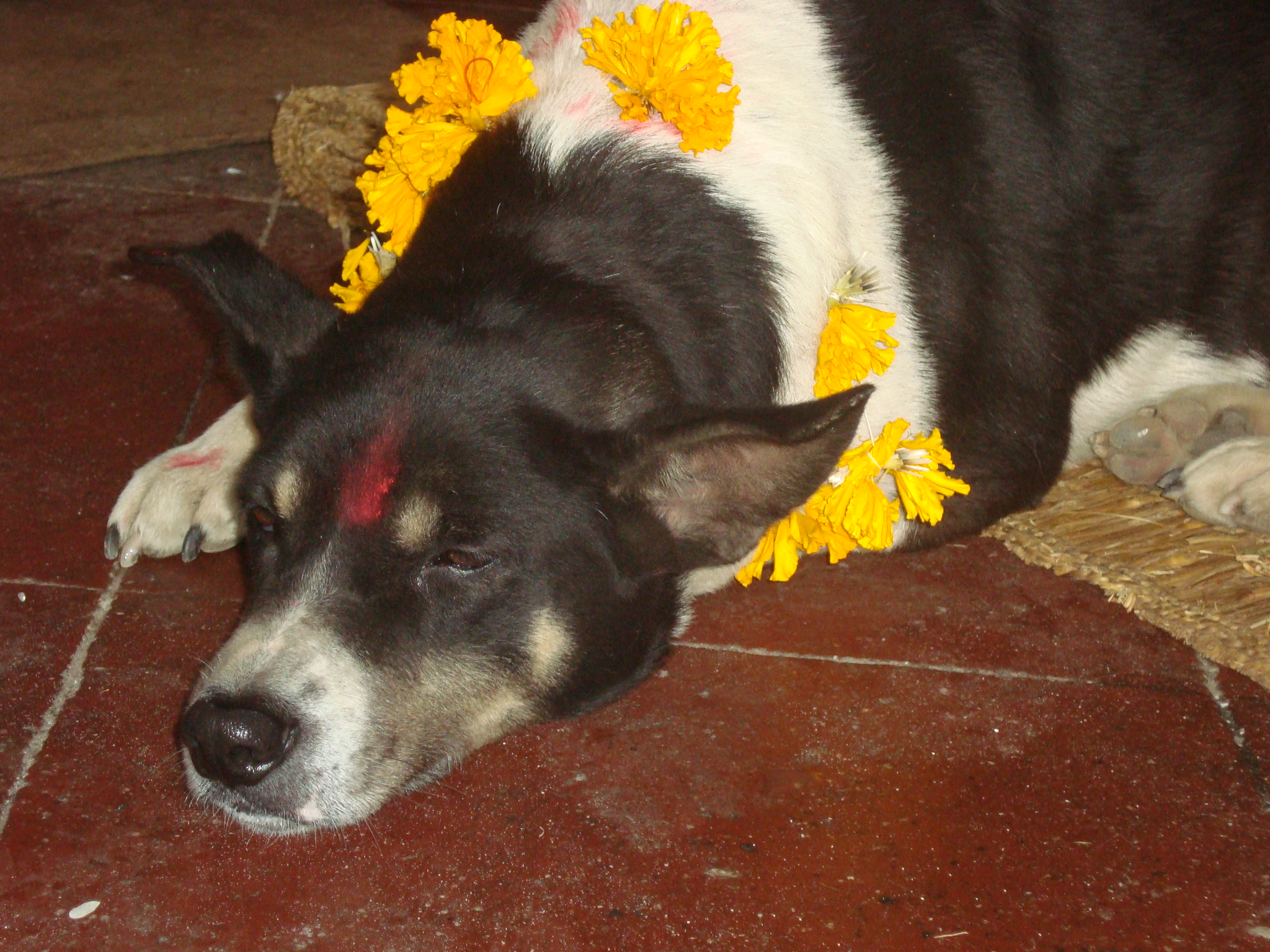
Hay un festival llamado Kukur Tihar donde a los perros se les rinde culto como la encarnación de Dios Bhairav

## Religiones y culturas
La siguiente lista esta bajo orden alfabético.

### Religión azteca
Los perros tuvieron una importancia religiosa.

### Tradición china
El perro es uno  de los 12 animales honraron en astrología china. El segundo día del Año Nuevo chino está considerado para ser el cumpleaños de todos los  perros y las personas chinas a menudo cuidan para ser amables a perros en aquel día.
Una leyenda muy famosa es la de Panhu Es un dragón-perro que se transformó en un hombre y se terminaría cansando con una princesa.

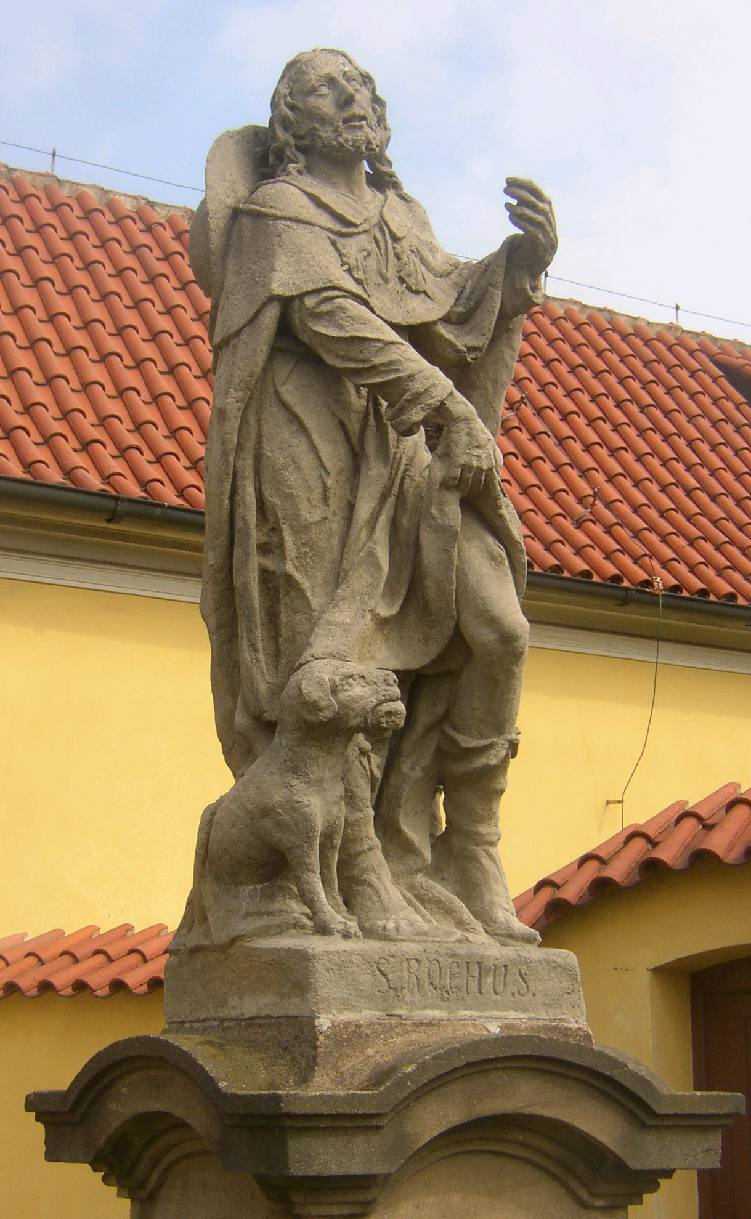
Estatua de Roch Santo con su perro, en Praga, República Checa.

Un perro está mencionado en el deuterocanonico Libro de Tobit, fielmente acompañando a Tobias, Tobit  hijo y el ángel Raphael en sus viajes.

### Iglesia católica
La Iglesia católica reconoce San Roque (Santo llamado también Rocco), quién vivió en el siglo XIV temprano en Francia, como patrón de perros.  Se dijo que el busco antender el azote de la peste mientras estaba en sus obras benéficas y fue al bosque, esperando morir luego de sentirse mal. Allí se hizo amigo con un perro qué lamio sus llagas y le trajo alimentos, hasta recuperarse. El día de festín de Roch Santo, 16 de agosto, es celebrado en Bolivia como el "cumpleaños de todos los  perros."
Santo Guinefort era el nombre dado a un perro quién recibió veneración local como santo en un santuario francés entre el siglo XIII y el siglo XX.
Una en blanco y negro perro se utiliza a veces como un informal símbolo de la Dominicana de la orden de frailes yreligiosas monjas. Esto se deriva del latín juego de palabras: a pesar de que el orden es en realidad el nombre de los Frailes Predicadores (Ordus Praedicatorum – orden de predicadores), es llamado generalmente los Dominicos (después de santo Domingo, su fundador): Domini canes en latín significa "el de los perros/sabuesos del Señor".

### Religión egipcia antigua
Los egipcios Antiguos son a menudo más asociados con gatos por la diosa Bastet, todavía aquí también, los perros están encontrados para tener una función sagrada y figura como un símbolo importante en iconografía religiosa.
Los perros estuvieron asociados con Anubis, pero hay un debate ya que se cree es más inspirado en el chacal que un perro aunque el dios representada la muerte y la oscuridad . Se encontraron en el Anubieion unas catacumbas en Saqqara se verificaron entierros de perros.

### Mitología griega
Los perros eran estrechamente asociados con Hecate en el mundo clásico. Los perros eran sagrados a Artemis y Ares.
Cerberus: Era el perro guardián de tres cabezas del inframundo. Laelaps era un perro en mitología griega que ladraba para ocultar los llantos de Zeus cuando era un bebe, descrito como el Sabueso dorado estuvo vigilante y protector del  futuro rey de Dioses.

### Hinduismo

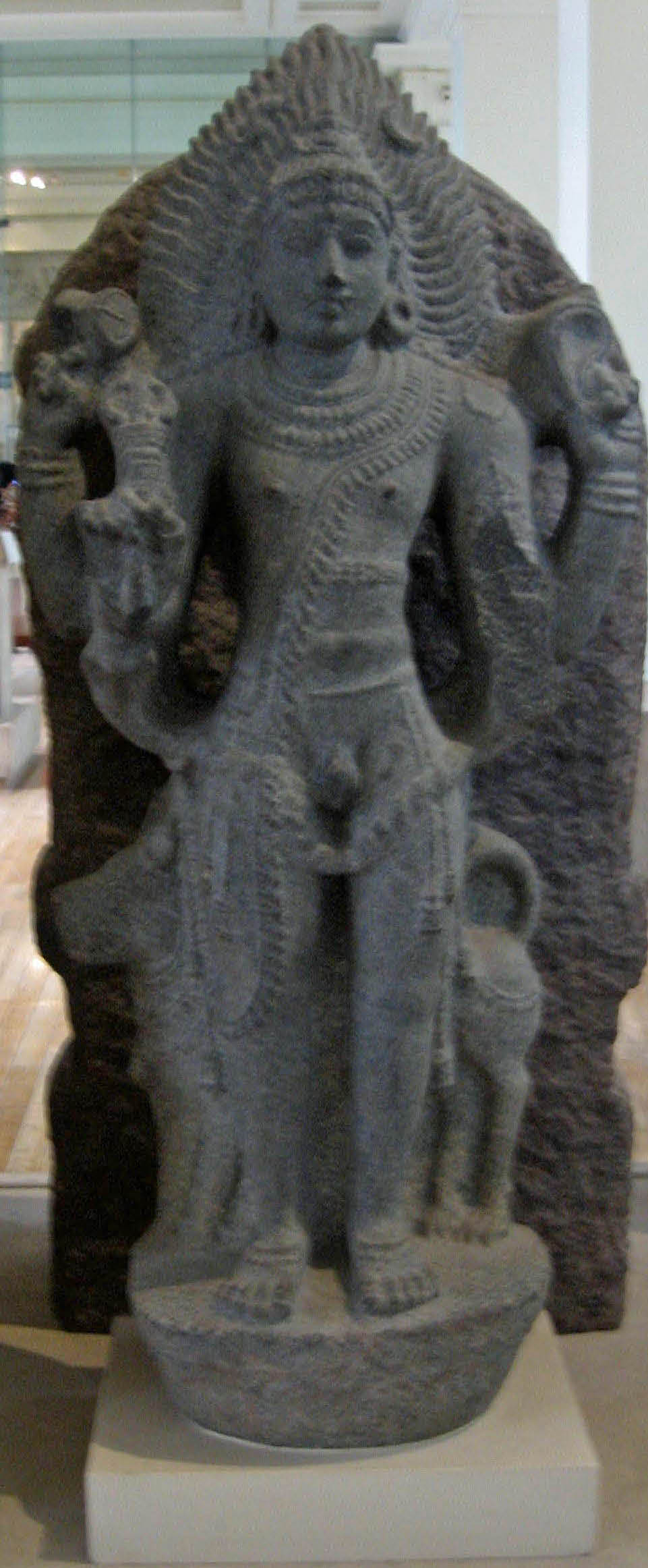
Bhairava con su perro.

Los perros son venerados como parte de un festival de cinco dias llamado Tihar aproximadamente en noviembre de cada año.
El perro (Shvan) es también el vahana o monte del Hindu dios Bhairava. Yudhishthira se había acerca a los bellos cielo con su perro, por tanto entre muchos hinduistas, la creencia común existe que preocupándose  por adoptar o alimentar a los perros callejeros o caseros también pueden lograr avanzar a la iluminación.

### Islam
La mayoría de ambas ramas Sunni y Chiíes como también juristas musulmanes consideran a los perros por ser ritualmente impuros.  Es poco común para los musulmanes para tener perros como mascotas.  Están vistos como carroñero. Aun así,  mayoría de musulmanas tocaría y adoptaria perros de mascota si  son en ninguna forma están mojados pues  cuando aquello está considerado que atrae las impurezas del perro. En Gran Bretaña, policial usa los perros cuidadosamente, y no es permito para contacto con pasajeros, sólo su equipaje.  Están requeridos botines de perro de cuero cuándo están buscando materiales ilicitos en mezquitas o casas musulmanas ya que suele haber controversias.

Hay un número de las tradiciones que se preocupan la actitud de Mahoma hacia perros.  Diga que la compañía de perros, exceptúa los perros de caza, rebaño, pastoreo y protección de casa, les da buenas acciones y pueden purificar al perro de los malos designios.  Por otro lado,  defiende la bondad de perros y otros animales como también prohíbe alimentarse de estos animales.   Abu Huraira Narró que el profeta dijo:
"Mientras un hombre estaba caminando sintió sed y se dirigió hacia un pozo, y bebió agua de la misma. Al salir de ella, vio a un perro jadeando y comiemdo barro a causa de la sed excesiva. El hombre dijo: "Este (el perro) está sufriendo el mismo problema que el mío.' Así, él (fue por el pozo), llenó su zapato con agua, se apoderó de él con sus dientes y subió y dio de beber al perro. Allah le dio las gracias por su (buena acción) de la escritura y lo perdonó.  La gente le preguntó a `O Apóstol de Alá! Hay una recompensa para nosotros en el servicio a (los) animales?  Él respondió: `Sí, hay una recompensa por servir a cualquier ser viviente (ser vivo).

### Judaísmo
En judaísmo, no hay prohibición explícita o restricción hacia los perros, y a pesar de que la opinión varía sobre caninos en las ramas del Pueblo Judío, los perros son mayoritariamente portados de negativos prejuicios en ambas la Biblia hebrea y el Talmud, donde son mayoritariamente asociados con violencia e impureza. Deuteronomio 23:19 aparece para equiparar perros a prostitución, y el Libro de Reyes describe perros quiénes alimentan en cadáveres. Los Salmos describe perros como bestias que muerden a los seres humanos.
Esta vista negativa hacia perras es también encontrado en el Talmud, el cual también describe perros como animales peligrosos. Aun así, perros y otros animales que es útil para impedir alimañas y es permitido para utilizar mientras  están encadenados, a pesar de que quienes levantan un perro está Maldecido.
Los perros son símbolos  del Demonicos en mitología judía y el Zohar están representando el mal en el mundo, es relacionado la imagen del perro con el vicio.
El Misneh Torah declara que los perros tienen que ser encadenados, desde entonces  están sabidos para causar daño frecuente. El Shulchan Aruch declara que los perros son el mal único y tienen que ser atados y encadenados.
La mayoría de autoridades judías creen que no hay ninguna prohibición encima manteniendo perros si no posan ninguna amenaza a personas o propiedad. Es sólo una minoría que cree que manteniendo un perro para placer es el "comportamiento del  no circunciso".
El judaísmo no permite negligencia y abuso de cualquier animal viviente. La ley judía declara que cualquier animal aquello está mantenido tiene que ser alimentado, y que arreglos para alimentarles tiene que ser hecho antes de obtenerles. Esta regla aplica a perros también.
En julio de 2019, Rabinos de Elad firmó un edicto para prohibir perros en la ciudad. Según ellos, ningún perro es bueno, asustan a mujeres y niños, también afirman que los dueños de los perros están maldecidos. También se respaldan en la Torah y Talmud para motivar sus planes.

### Mesopotamia
Hay un templo en Isin, Mesopotamia, nombrado é-ur-gi7-ra cuál traduce tan “casa de perro” Enlilbani, un rey del babilonio de la Primera Dinastía de Isin, conmemoró el templo a  diosa Ninisina. A pesar de que  hay una cantidad pequeña de detallar, se ha sabido aproximadamente que hay bastante información para confirmar que un culto hacía los perro existió en esta área. Normalmente, los perros eran sólo asociados con el culto Gula, pero  hay alguna información, como para el Enlilbani era una conmemoración, para sugerir que los perros eran también importantes al culto de Ninisina, y para Gula que era otra diosa quién era estrechamente asociado a Ninisina. Más de 30 entierros de perro, esculturas de perro numeroso, y dibujos de perro estuvieron descubiertos cuándo el área alrededor de este Ninisina el templo estuvo excavado. En el culto Gula , el perro estuvo utilizado en juramento y era a veces referido a como divinidad. 

### Filisteos
En arqueológicos hallazgos en el filistea ciudad de Ashkelon, un gran cementerio canino fue descubierto en la datación de capa de cuándo la ciudad era parte  del Imperio persa.  Se cree que los perros  puede haber tenido una función sagrada o por lo menos tener una fuerte vinculación religiosa. Aun así,la evidencia para eso no es concluyente.

### Zoroastrismo
En el Zoroastrismo, el perro es considerado como especialmente benéfico, limpios y justa criatura, el cual debe ser alimentado y cuidado. El perro es alabado por el trabajo útil que se realiza en el hogar, pero también es visto con especiales virtudes espirituales. la mirada del perro se considera la purificación y a la unidad fuera de daevas (demonios). También se cree que tienen una conexión especial con la vida después de la muerte: la Chinwad Puente al Cielo que se dice ser vigilado por los perros en las escrituras Zoroastrianas, y los perros son tradicionalmente de alimentados en la conmemoración de los muertos. Ihtiram-i sag, "el respeto por el perro", es un mandato entre los devotos.
Detalló prescripciones para el tratamiento apropiado de perros está encontrado en el Vendidad (una subdivisión  Avesta), especialmente en capítulos 13, 14 y 15, donde los castigos duros están impuestos para aquellos que dañan  a un perro y el fiel está requerido para asistir a los  perros, ambos domésticos y perdidos, en varias maneras; a menudo, la ayuda o el daño a un perro está equiparado con ayuda y daño a un humano. El asesinato de un perro ("el perro de un pastor, o una casa-perro, o un Vohunazga [i.e. perdido] perro, o un perro entrenado") está considerado castigado en la muerte. Un amo está reglamentado para cuidar de una perra embarazado que las mentiras no acercan su casa al menos hasta a los cachorros hasta que nazvan (y en algunos casos hasta que los cachorrps es bastante viejo para cuidar de ellos, concretamente seis meses). Si el amo no ayuda al perro y los cachorros y en cambio hace daño, " pagara con el parto de sus hijos o nietos", porque "Atar (Fuego), el hijo de Ahura Mazda, mira también (sobre una perra embarazada) cuando  hace lo mismo una mujer". Es también un pecado importante si un hombre hace daño un perro por darle huesos que es demasiado duro y devenir enganchado en su garganta, o alimentario aquello es demasiado caliente, de modo que  quema su garganta. Dando la comida mala a una perra recibirá lo mismo en el futurp. Los creyentes están requeridos para cuidar de un perro con un sentido averiado de olor, para probar para curarse él "en la misma manera cuando  harían para uno del fiel" y, si  fallan, para ligarlo lest lo tendría que caer a un agujero o un cuerpo de agua y ser hecho daño.
Ambos según el Vendidad y en tradiciones Zoroastriscas, los perros son permitidos en ceremonias fúnebres de humanos. En el Vendidad, está declarado que los espíritus de mil perros difuntos son reencarnados en una nutria ("perro de agua"), por ello el asesinato de una nutria es un delito terrible que trae sequía y hambruna a la tierra y tiene que ser castigo con muerte del asesino o por el asesino que actúa una con logros muy largos de acciones que se  considera piadosa, incluyendo la curación de perros, levantando cachorros, pagando de multas a sacerdotes, así cuando matando de los animales que se consideraron nocivos e impuros (gatos, ratas, ratones y varias especie de reptiles, anfibios, insectos).
Sagdid es una ceremonia fúnebre en la que se lleva a un perro a la habitación donde yace el cuerpo para que pueda verlo. "Sagdid" significa "vista de perro" en el idioma persa medio de las obras teológicas zoroástricas. Hay varios beneficios espirituales que se cree que se obtienen con la ceremonia. Se cree que el propósito original era asegurarse de que la persona estuviera realmente muerta, ya que los sentidos más agudos del perro podrían detectar signos de vida que un humano podría pasar por alto. Se prefiere un perro "de cuatro ojos", que es uno con dos puntos en la frente, para el sagid.
Los ritos tradicionales que involucran perros han sido atacados por reformistas zoroastrianos desde mediados del siglo XIX, y los habían abandonado por completo a fines del siglo XX. Incluso los zoroastrianos tradicionalistas tienden a restringir tales ritos en gran medida hoy en día (finales del siglo XX - principios del siglo XXI).

## Crítica de religión
El filósofo de la Antigua Grecia y crítico de las costumbres sociales, Diógenes de Sinope, fue registrado en numerosas narraciones como alguien que vivió con muchos perros, viendo su libertad de la autoconciencia y el sincero disfrute del simple placer físico como modelos admirables. 

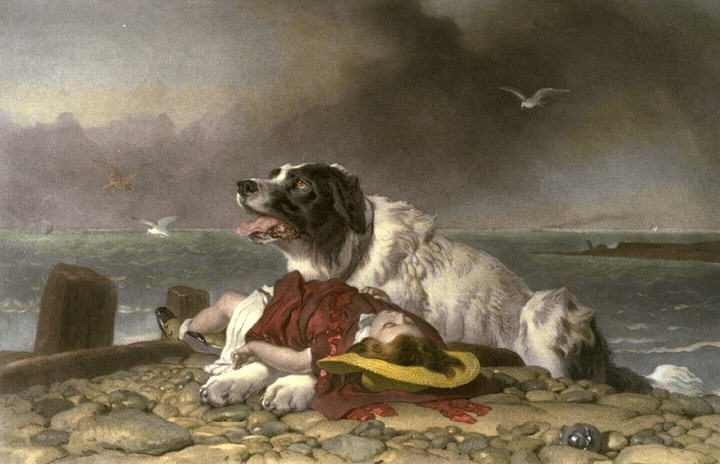
Un Terranova, la raza elogiada por Byron, pintada por Edwin Henry Landseer, 1802-1873

En un artículo en el New York Times Magazine la atea Natalie Angier cito a Frans de Waal, un primatólogo en la Universidad de Emory:
"He argumentado que muchos de lo que los filósofos llaman los sentimientos morales puede ser visto en otras especies. En loschimpancés y otros animales, veo ejemplos de simpatía, empatía, reciprocidad, una voluntad de seguir las reglas sociales. Los perros son un buen ejemplo de una especie que tiene y obedece las reglas sociales; es por eso que nos gustan mucho, aunque son grandes carnívoros."

En 1808, el poeta inglés Lord Byron expresó pensamientos similares en su famoso poema Epitaph to a Dog : 
But the poor dog, in life the firmest friend,

The first to welcome, foremost to defend,

Whose honest heart is still his master's own,

Who labors, fights, lives, breathes for him alone,

Unhonored falls, unnoticed all his worth,

Denied in heaven the soul he held on earth –

While man, vain insect! hopes to be forgiven,

And claims himself a sole exclusive heaven.
Traducción:
Pero el pobre perro, en la vida el amigo más firme,
El primero en recibir, el primero en defender,                     
Cuyo corazón honesto sigue siendo el de su amo,        
Quien trabaja, lucha, vive, respira por él solo,                
Caídas no honradas, desapercibidas todo su valor,         
Negó en el cielo el alma que tenía en la tierra.          
Mientras hombre, insecto vano! espera ser perdonado,        
Y se reclama a sí mismo como un paraíso exclusivo.